# Goy Ogalde
Guillermo Andrés Ogalde Gluzman (Godoy Cruz, Mendoza, 26 de enero de 1966) más conocido como Goy (a veces Baruch, Guille o Goy Karamelo) es un cantante,Productor Musical, DJ, compositor, instrumentista, ingeniero, artista plástico, poeta, escritor y productor musical argentino. También es el operador e ideólogo del sello Kangrejoz Records (Sonido Originario), Fundador del grupo de rock alterlatino Karamelo Santo, una de las bandas de rock argentino con más giras por el resto del mundo. Embajador cultural de la Provincia de Mendoza, desde el año 2008, por decreto del gobernador Celso Jaque.

## Biografía

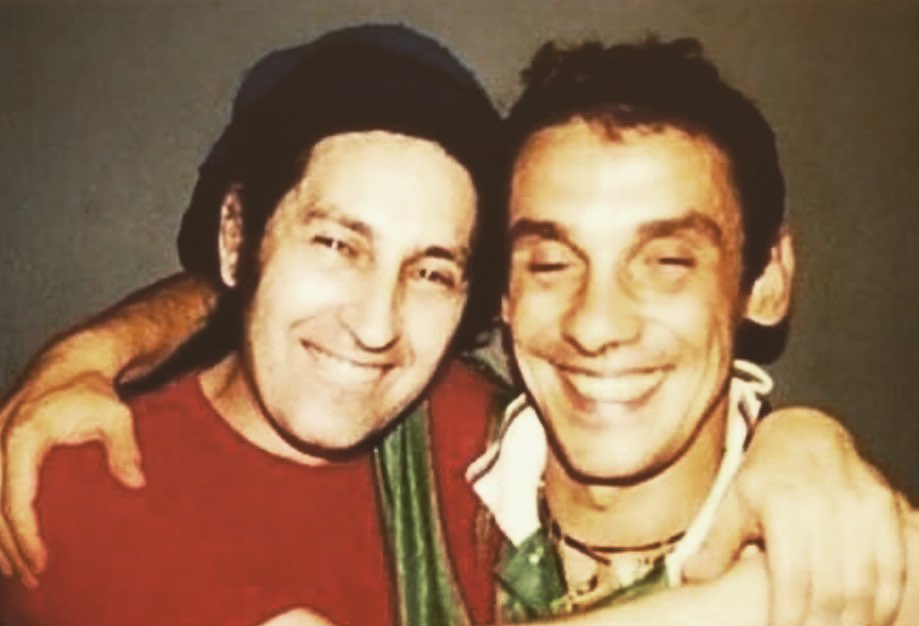
Goy Karamelo y Manu Chao en Buenos Aires en La Boca en el año 2000 durante la producción artística de Los Guachos, tercer disco de Karamelo Santo.

De padres criollo y rumana-judía, Luis Enrique Ogalde y la pianista Susana María Gluzman, ha sido definido como «una de las figuras más influyentes y carismáticas del panorama musical mendocino y argentino» del nuevo siglo.
Es precursor e inspirador del género llamado hoy mestizo. Marcó influencias notables en grandes bandas mundialmente populares (según la propia declaración del cantante de Gogol Bordello, Eugene Hutz, reconociendo la influencia de Karamelo Santo.

Es uno de los ideólogos y fundador de la nueva movida mestiza en el rock mundial, ya que aporta canciones originarias (como cumbia, huayno, saya, loncomeo, baguala y cueca) sudamericanas al plano roquero internacional. Según DJ Lucha Amada de Berlín, Goy compuso la primera cumbia original para un disco de rock en 1986, Perfectos idiotas.
El 11 de marzo de 2008 fue nombrado Embajador Cultural de la Provincia de Mendoza por decreto del Gobernador Celso Jaque, siendo la primera figura que obtiene este galardón desde el género rock en una provincia argentina. Ese mismo día, en el mismo acto recibía la misma distinción la cantante argentina Mercedes Sosa que avaló y clasificó de muy justa dicha distinción.
Artistas como Manu Chao, Fermín Muguruza, Gogol Bordello, Mad Caddies, Mártires Del Compás, León Gieco, Maldita Vecindad han invitado a participar en sus discos o shows.
Comenzó su carrera musical fundando, junto a Mortimer Enema, el grupo musical Perfectos Idiotas, uno de los grupos más importantes dentro del denominado Rock Radical Mendocino y pioneros en introducir el ska y el dub en el panorama musical argentino. En el grupo, Goy se encargó de tocar la guitarra y cantar como voz principal. La mayor parte de los temas del grupo fueron compuestos por ellos dos.
Perfectos Idiotas se disolvió y algunos de sus integrantes se fueron a vivir a Valparaíso, Chile, temporalmente. En este lugar, armaron una banda llamada Soweto Beat, en la cual participaron Goy (esporádicamente) y Mortimer Enema (fundador), junto a su hermano, Gato, Walter, Frabrizio y Pepe.
De vuelta en Mendoza, formó, de nuevo junto a Fabiana Droghei y Mario Yarke, el grupo de rock de fusión Karamelo Santo, que ha sido calificado como «uno de los más importantes de Argentina a partir del año 2000». Goy dejó a un lado la guitarra y se convirtió en la voz principal, ejerciendo como carismático frontman. Junto con sus compañeros de grupo, fundó la discográfica El Cangrejo Records para actuar siempre dentro del marco de la autogestión.
Tras la diáspora artística desde Mendoza comenzó su carrera en Buenos Aires, practicando un estilo de fusión con elementos de ritmos latinos, rock, funk, soul y drum and bass pivotando alrededor del reggae.
Ha colaborado con muchos artistas de talla internacional como Manu Chao, Doctor Krápula, Banda Bassotti, Fermin Muguruza, El Culebron Timbal, Mad Profesor, Palo Pandolfo, Kapanga, Los Auténticos Decadentes, The Klaxon, etc.
En aspectos extramusicales, ha ejercido como columnista en los periódicos Los Andes y Radio FM La Tribu, y condujo un programa de radio en Mendoza. Cursó en la Facultad de Ingeniería Electrónica de UTN de Mendoza durante los '90. Y estudió Trombón, Piano, Guitarra y licenciatura de Teorías Musicales en la escuela de Música de la UNC de Mendoza.
Actualmente trabaja en música incidental de diversas obras de teatro y films producidos en Argentina como Diatriba para un Hombre Sentado de Gabriel García Márquez y Quinta a Fondo dirigida por Néstor Moltanban. También compuso la canción central del Filme de Eduardo Pinto "Caño Dorado".
Es destacable su labor como productor artístico o padrino de nuevas bandas, tal vez es uno de los productores artísticos más prolíficos de Argentina, ha realizado los discos de:
Palo Pandolfo, Vizcachaz, Noelia Pucci, Kameleba, Abre, Radio roots, Nonpalidece, Resistencia Suburbana, Andando Descalzo, Aztecas Tupro, 13H, La Esponjosa, Aminowana, Cof-Cof, Jirafas Ardiendo, Todos Tus Muertos, San Camaleón, Karamelo Santo, Negusa Negast, Encías Sangrantes, Miseria, Los Bomba, Kinder Videla Menguele, Fuera De Tiempo, Hormigas Negras, In Puribus, La Brizuela Méndez, Cuerpo, Ciudavitecos, La Perra Que Los Parió, Kaya Dub Sistema, Zaro, Carmina Burana, Eterna Inocencia, El Tomate Guillermito, Diasol, Javier Sánchez, Alika, Siete Venas, Imperio Diablo, Los Nadie, Canival Can, La Milonga de Alabum, Niceta Ryu, Sirte Tirco, Todos Tus Muertos, Fido Juan, Peón x Rey, Tatadio, Será Que Da, No mama's buey, Perfectos Idiotas entre otros ha sido elegidos por Goy para trabajar como productor artístico.
Políticamente hablando, Goy ha sido un personaje comprometido. Se declara de izquierdas, socialista e internacionalista. Ha colaborado o simpatizado con numerosas organizaciones sociales y políticas argentinas. Le ha valido varias veces la censura en su propia provincia en eventos y medios privados u oficiales.

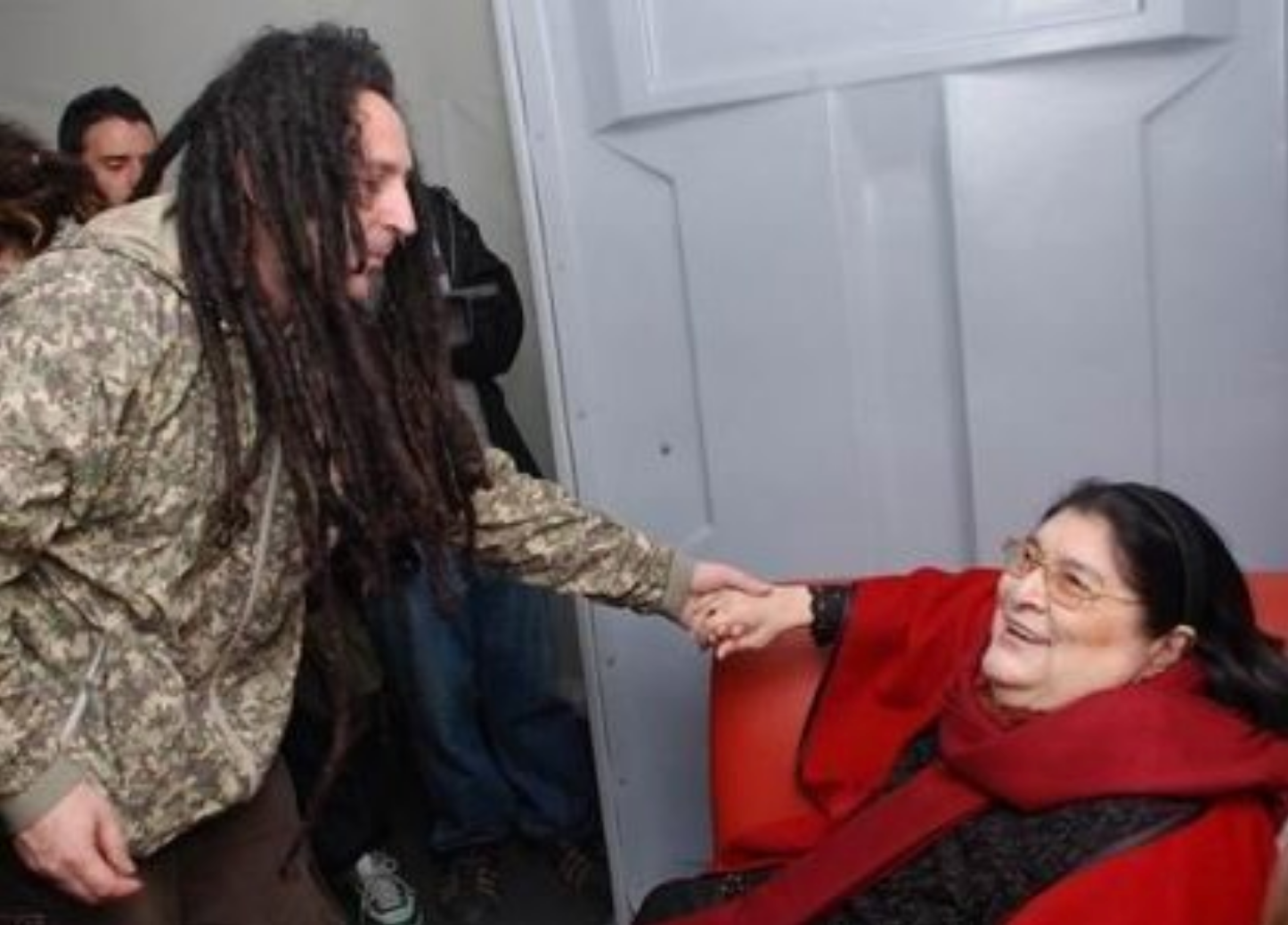
Goy de Karamelo Santo y Mercedes Sosa durante el nombramiento de ambos como Embajadores Culturales de Mendoza en el año 2008.

En septiembre de 2005 fue padre de un niño llamado Homero Juan. En septiembre del año 2010 abandona la exitosa formación que él ideó, Karamelo Santo, para lanzarse como solista con un futuro promisorio. Integra una inusual y exitosa formación grupal vocal llamada "La Peña Pop" junto a integrantes de Sancamaleón y Bersuit, Palo Pandolfo y Edu Schmidt, donde graba y produce el primer disco. Suele presentarse actualmente junto a Palo Pandolfo y Leo García.
El año 2012 empieza con su primer disco solista "Remedio De Mi Corazón". Gira por todo Sudamérica presentando su nueva agrupación denominada: Kangrejoz. En el año 2013 lo encuentra en las filas del sello Warner - Chapell y grabando un disco homenaje al Folklore Cuyano. Es convocado por la actriz y directora Vilma Rúpolo para integrar el elenco de la fiesta nacional de La Vendimia 2013, cantando clásicos de su autoría logra una verdadera fiesta durante las cuatro noches de la celebración.
A fines del año 2013 la ONG Conciencia Solidaria de Argentina decide entregarle el premio "Amazonia", Por su trabajo musical e integrador con pueblos originarios de Argentina.
En el verano del 2014 lanza su disco homenaje al Folclore Cuyano titulado "Soy Cuyano" con un gran suceso local. Cambieando su vector artístico hacia canciones clásicas de Mendoza, San Juan y San Luis.
A mediados del año 2016 decide re armar el grupo Karamelo Santo, con miembros originales de Mendoza, como Mario Yarke y Marcelo Amuchástegui. 
Una gira en México y EE. UU. en octubre consolida esta formación nueva.
En el año 2019 comparte autoría en un libro dedicado a  Neurociencia "El Nuevo Manager del siglo XXI" donde aborda la temática musical en el marketing moderno.

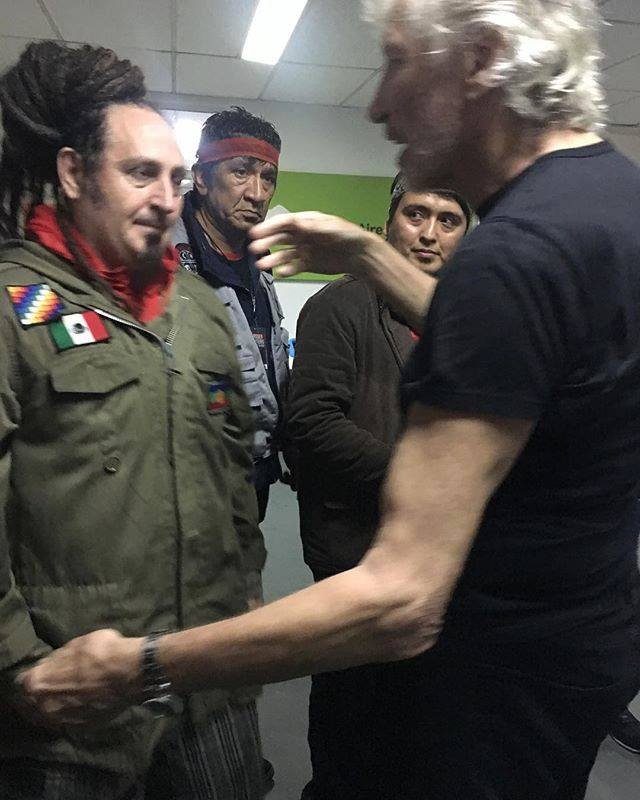
Roger Waters felicita a Goy de Karamelo Santo por su trabajo, producción y visibilización de la cultura, arte, sonido y música de los pueblos originarios de América, noviembre 2018

## Discografía oficial
| Año  | Disco                          | Bandas            |
| ---- | ------------------------------ | ----------------- |
| 1987 | Perfectos Idiotas              | Perfectos Idiotas |
| 1988 | De La Mano De Mamá             | Perfectos Idiotas |
| 1988 | En vivo                        | Perfectos Idiotas |
| 1988 | La Kulebra                     | Karamelo Santo    |
| 1997 | Perfectos Idiotas              | Karamelo Santo    |
| 2002 | Los Guachos                    | Karamelo Santo    |
| 2003 | Haciendo Bulla                 | Karamelo Santo    |
| 2004 | Roskilde Fest Live '03 Denmark | Karamelo Santo    |
| 2005 | La Chamarrita (inédito)        | Karamelo Santo    |
| 2006 | La Gente Arriba                | Karamelo Santo    |
| 2007 | Antena Pachamama               | Karamelo Santo    |
| 2008 | El Baile Oficial               | Karamelo Santo    |
| 2010 | Mega Acústico                  | Karamelo Santo    |
| 2012 | Remedio De Mi Corazón          | Karamelo Santo    |
| 2015 | Severa Bullaranga              | Karamelo Santo    |
| 2019 | El Gran Poder Vol.1            | Karamelo Santo    |
| 2021 | El Gran Poder Vol.2            | Karamelo Santo    |
| 2021 | No Nos Cuenten Cromañon        | Karamelo Santo    |
| 2021 | El Gran Poder (Riddims)        | Karamelo Santo    |
| 2022 | Venceremos                     |                   |
| 2024 | 30 Milenios                    |                   |
| 2013 | La Peña Pop                    | La Peña Pop       |

## Karamelo Santo

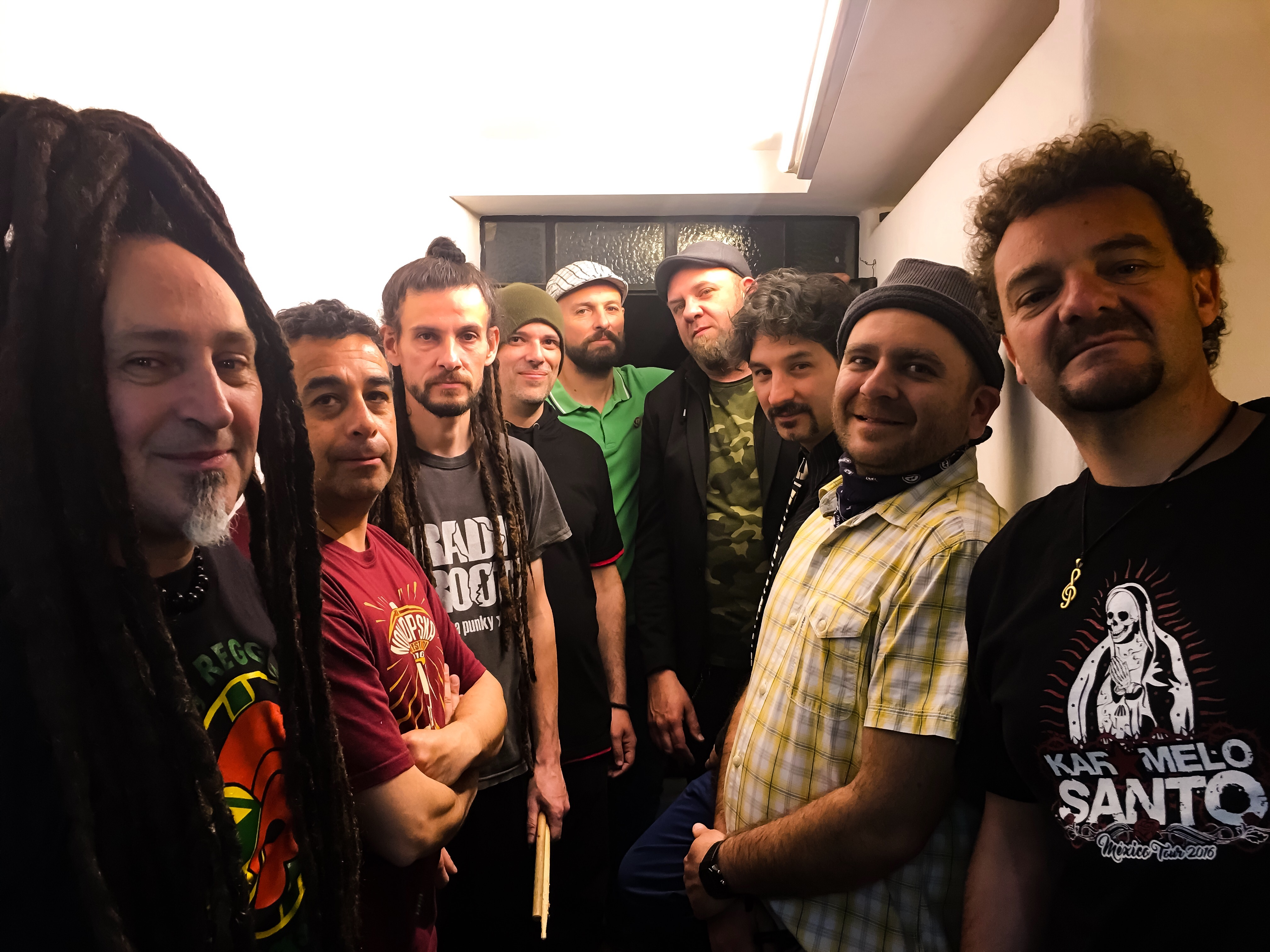
Foto de la formación actual de la banda de ska Karamelo santo

La banda argentina Karamelo Santo ha aportado una mezcla única de ritmos y estilos musicales a la escena mundial del rock. Se caracterizan por fusionar géneros como el reggae, el ska, el rock y el funk con elementos de música latinoamericana y caribeña, creando así un sonido propio y distintivo.
Además, Karamelo Santo ha sido un importante representante del rock latinoamericano, llevando su música y mensaje a diferentes partes del mundo. Sus letras hablan de temas sociales y políticos, como la desigualdad, la lucha contra la discriminación y la injusticia, lo que los convierte en una banda comprometida con su tiempo y su contexto.
En resumen, Karamelo Santo ha aportado una visión fresca y diversa al rock mundial, mostrando que la música es un lenguaje universal que puede unir a diferentes culturas y sociedades en torno a un mensaje común.

## Alta Gerencia Internacional
Coautor de dos libros sobre Comunicación y Neurociencia, Goy trabaja en el departamento musical de investigación de dicho emprendimiento.

## Premios
- Fue nombrado Embajador Cultural de Mendoza por decreto del gobernador Celso Jaque en el año 2008.
- Durante el mes de julio del año 2015 el diario "El Sol" realizó una encuesta callejera sobre las cinco canciones más emblemáticas de Mendoza cuyo resultado incluyó la composición de Goy: "La Culebra Del Amor" dentro de la historia musical local.
- Mejor Artista en la V Entrega de los PREMIOS LOS ANDES (1995)
- Mejor Artista en la 1.º Entrega de los PREMIOS CEMENTO (2003)
- Disco de oro por su DVD "El Baile Oficial" en el año 2009.
- Recibe el "Premio Amazonia" de Conciencia Solidaria (ONG) de Argentina. Por su trabajo musical e integrador con pueblos originarios de Argentina.

## Reconocimiento
Sus canciones han sido grabadas o interpretadas por:
- Salsa Blanca
- El Personaje
- Marcelino Azaguate
- Palo Pandolfo
- La Contreras
- La Peña Pop
- Palma Sonido
- In Puribus
- La Caspa Del Diablo
- Drakos (Chile)
- Sonora Mayor
- The Klaxon (Colombia)
- Bela Chao
- Manu Chao
- La Gran Tribu (Guatemala)
- Alquimia Cuyana
- La Melba
- Simpecao
- Damas Gratis
- La Banda Que Manda (México)
- Doctor Krápula (Colombia)
- Makurka (Bolivia)
- Negra Santa (Argentina)

## Giras
- 2000 - EEUU Tour
- 2000 - Chile Perfectos Idiotas Tour
- 2002 - Kompadre European Tour
- 2003 - Los Guachos European Tour
- 2004 - Haciendo Bulla Euripean Tour
- 2005 - México Central Tour
- 2005 - La Chamarrita European Tour
- 2005 - Colombia al Parque Tour
- 2006 - La Gente Arriba European Tour
- 2007 - Karamelo Santo European Tour
- 2008 - España Tour
- 2008 - Antena Pachamama European Tour
- 2009 - El Baile Oficial European Tour
- 2011 - Chile & La Cueca Loca Tour
- 2012 - Brasil & os escafandristas Tour
- 2013 - Chile & Sonora Mayor Tour
- 2016 - Mexico & La Chamarrita Tour

### Labor como Productor y Director Musical
- Hierba (2014) de Padre América
- A La Piedra (2014) de No Extraviar
- Frascos (1999) de La Brizuela Mendez
- El Dueño Del Circo (2010) de La Brizuela Mendez
- Casco (1995) de Impuribus
- Single (1987) de Perfectos Idiotas
- La Kulebra (1995) de Karamelo Santo
- El Tomate Guillermito (1999) de El Tomate Guillermito
- Jirafas Ardiendo (1999) de Jirafas Ardiendo (Chile)
- Los Guachos (1999) de Karamelo Santo
- Dread Al Control (1999) de Nonpalidece
- Resistencia Mas IVA (1999) de Resistencia Suburbana
- Y Que Sea Lo Que Sea (1999) de Todos Tus Muertos
- Tata Dio (1999) de Tata Dio
- Esto es un abrazo (1014) de Palo Pandolfo
- Remedio De Mi Corazón (2013) de Kangrejoz
- Soy Cuyano (2014) de Goy Karamelo
- La Peña Pop (2011) de La Peña Pop
- King-Kong (1999) de Coff-coff
- Noe Pucci (2014) de Noe Pucc
- Puel Kona (2014) de Puel Kona
- El Capitán (2014) de El Capitán Reggae
- Reggae Norteño (2014) de La Yugular
- Antena Pachamama (2007) de Karamelo Santo
- El Baile Oficial (2008) de Karamelo Santo
- Salto Al Vacío (2005) de Marcelino Azaguate
- La Gente Arriba (2006) de Karamelo Santo
- Frascos (1999) de La Brizuela Mendez
- Sueño Que Va (2006) de Kameleba
- Todo junto sucio, difunto y podrido (2000) de Carmina Burana
- Fido Juan (2001) de Fido Juan
- La Milonga de Alabum (2004) de La Milonga De Alabum
- Mezcladitos (2001) de Mezcladitos
- Peón x Rey (1999) de Peón x Rey
- No Mama's Buey (1996) de No Mama's Buey
- Juventud Perdida Vol 1 (1995) de Varios
- Juventud Perdida Vol 2 (1995) de Varios
- Andando Descalzo (2000) de Andando descalzo
- Mil Caminos (2002) de Andando Descalzo
- Tallo (2002) de Aztecas Tupro
- Imaginar (2003) de Aztecas Tupro
- Cuerpo (2003) de Cuerpo
- Rey De Reyes (2002) de Negusa Negast
- Mundo Nuevo (2004) de Negusa Negast
- Evolución (2013) de Dread Negast
- Vizcachaz (2012) de Vizcachaz
- To Bien (2012) de To Bien
- Fuera De Tiempo (2000) de Fuera De Tiempo
- Puto y Drogadicto (2002) de Zaro
- Hormigas Negras (2007) de Hormigas Negras
- Pucha Che (2007) de Pucha Che
- Oye Primates (2007) de Oye Primates
- Single (2002) de Eterna Inocencia
- Ciudavitecos (2001) de Ciudavitecos
- La Inspiranza (2006) de Ciudavitecos
- Abre (2010) de Abre
- El Precio Amigo (2007) de Siete Venas
- Al Viaje Lo Hago Igual (2010) de Siete Venas
- Al Precio Amigo (2014) de Siete Venas
- Kaya Dub Sistema (2007) de Kaya Dub Sistema
- Cazale Cazazo (2007) de Cazale Cazazo
- Rumba Punky (2013) de Radio Roots
- Polenta (2007) de Sancamaleón
- Bailedonia (2010) de 13H
- Single (2007) de Staya-staya
- Canival Can (2006) de Canival Can
- Encias Sangrentes (2005) de Encias Sangrantes
- La Esponjosa (2005) de La Esponjosa
- Aminowana (2006) de Aminowana
- Juventud Perdida Vol 1 (2007) de Siete Venas
- Miseria (2002) de Miseria
- La Perra Que Los Parió (2003) de La Perra Que Los Parió
- Por Las Calles (2005) de La Perra Que Los Parió
- Diasol (2006) de Diasol
- Klaxon (2009) de Klaxon (Colombia)
- Por El Camino (2009) de Drakos (Chile)
- Mezcalito (2008) de Mezcalito Groove (México)
- Claudia Oshiro (2011) de Claudia Oshiro (Japón)
- Los Nadie (2007) de Los Nadie
- Será Que Da (2003) de Será Que Da
- Sirte Tirco (2005) de Sirte Tirco
- Alika (1999) de Alika
- Javier Sánchez (2003) de Javier Sánchez
- El Cuento Del Tío (2015) de El Cuento Del Tío
- Musica Tercermundista (2015) de Negra Santa
- El Gran Zarpazo (2015) de El Gran Zarpazo
- El Bizcocho (2015) de El Bizcocho
- Alma y Metal (2015) de Marcelino Azaguate
- Umo (2015) de Umo
- El Zombie (2015) de El Zombie
- El Delirio De Los Cuerdos (2015) de El Delirio De Los Cuerdos
- El Silencio De La Negra (2015) de El Silencio De La Negra
- Fuerza Real (2019) de Surco Pando
- Severa Bullaranga (2019) de Karamelo Santo
- El Gran Poder (2019) de Karamelo Santo
- El Gran Zarpazo (2020) de El Gran Zarpazo
- G.O.R. (2020) de G.O.R.
- Los Concejales (2021) de Los Concejales
- Jose Lucano (2021) de Jose Lucano
- Goma Pachecos (2021) de Goma Pacheco
- La LW (2017) de La LW
- Mi Pais (2022) de Raíces
- El Caminante (2022) de Rigo Rioja
- Agua (2022) de Puel Kona